# مايكل مارسيلو
مايكل مارسيلو (بالإنجليزية: Michael Marcello)‏ هو محامي وسياسي أمريكي، ولد في 30 مايو 1968 في بروفيدنس في الولايات المتحدة. حزبياً، نشط في الحزب الديمقراطي.